# Robert Jones (homme politique)
Pour les articles homonymes, voir Robert Jones (homonymie) et Jones.
Robert Jones (26 septembre 1950 - 16 avril 2007) est un homme politique britannique. 
Né à Bedford (Royaume-Uni) le 26 septembre 1950, il devient ministre de l'Environnement en 1994 poste qu'il occupe un an jusqu'en 1995. Puis il est nommé par John Major ministre de la Construction, de la Planification et de l'efficacité énergétique. Il quitta ce ministère en 1997.
Il meurt d'un cancer du foie le 16 avril 2007 à Tring, ville dont son épouse Jenny Sandercock fut un temps maire.